# Mikey Varas
Michael Anthony Varas, detto Mikey (Burlingame, 7 dicembre 1982), è un allenatore di calcio statunitense, tecnico del San Diego.

## Carriera
Dopo aver lavorato nei settori giovanili di Sacramento Republic e FC Dallas, il 9 gennaio 2019 diventa il vice di Luchi Gonzalez sulla panchina del club texano.; lascia l'incarico il 19 settembre 2021 e il 5 novembre seguente diventa l'allenatore della nazionale under 20 statunitense.
Con la nazionale giovanile vince il campionato nordamericano del 2022, disputatosi in Honduras, partecipando poi al Mondiale Under-20 del 2023, in cui viene eliminato ai quarti di finale dall'Uruguay.
Il 30 agosto 2023 diventa il vice di Gregg Berhalter sulla panchina della nazionale statunitense; dopo il suo esonero, dirige gli Yanks nelle due amichevoli del settembre 2024 disputate contro Canada e Nuova Zelanda.
Il 16 settembre viene nominato nuovo tecnico del San Diego, nuova franchigia della MLS a partire dal 2025.

## Statistiche

### Club
Statistiche aggiornate al 12 maggio 2025.
| Stagione        | Squadra         | Campionato      | Campionato | Campionato | Campionato | Campionato | Coppe nazionali | Coppe nazionali | Coppe nazionali | Coppe nazionali | Coppe nazionali | Coppe continentali | Coppe continentali | Coppe continentali | Coppe continentali | Coppe continentali | Altre coppe | Altre coppe | Altre coppe | Altre coppe | Altre coppe | Totale | Totale | Totale | Totale | % Vittorie | Piazzamento |
| Stagione        | Squadra         | Comp            | G          | V          | N          | P          | Comp            | G               | V               | N               | P               | Comp               | G                  | V                  | N                  | P                  | Comp        | G           | V           | N           | P           | G      | V      | N      | P      | %          | Piazzamento |
| --------------- | --------------- | --------------- | ---------- | ---------- | ---------- | ---------- | --------------- | --------------- | --------------- | --------------- | --------------- | ------------------ | ------------------ | ------------------ | ------------------ | ------------------ | ----------- | ----------- | ----------- | ----------- | ----------- | ------ | ------ | ------ | ------ | ---------- | ----------- |
| 2025            | San Diego       | MLS             | 12         | 6          | 2          | 4          | -               | -               | -               | -               | -               | -                  | -                  | -                  | -                  | -                  | LC          | 0           | 0           | 0           | 0           | 12     | 6      | 2      | 4      | 50,00      |             |
| Totale carriera | Totale carriera | Totale carriera | 12         | 6          | 2          | 4          |                 | -               | -               | -               | -               |                    | -                  | -                  | -                  | -                  |             | 0           | 0           | 0           | 0           | 12     | 6      | 2      | 4      | 50,00      |             |

### Nazionale
| Squadra     | Naz                    | dal              | al                | Record | Record | Record | Record     | Record | Record | Record | Record |
| G           | V                      | N                | P                 | GF     | GS     | DR     | % Vittorie |        |        |        |        |
| ----------- | ---------------------- | ---------------- | ----------------- | ------ | ------ | ------ | ---------- | ------ | ------ | ------ | ------ |
| Stati Uniti | Stati Uniti (bandiera) | 1 settembre 2024 | 10 settembre 2024 | 2      | 0      | 1      | 1          | 2      | 3      | −1     | &0,00  |
| Totale      | Totale                 | Totale           | Totale            | 2      | 0      | 1      | 1          | 2      | 3      | −1     | 0,00   |

#### Nazionale statunitense nel dettaglio
| sett. 2024 | Stati Uniti | Amichevoli |            | 2 | 0 | 1 | 1 | &0,00 | 2 | 3 | -1 |
| Totale USA | Totale USA  | Totale USA | Totale USA | 2 | 0 | 1 | 1 | 0,00  | 2 | 3 | -1 |

#### Panchine da commissario tecnico della nazionale statunitense
| Cronologia completa delle presenze e delle reti in nazionale ― Stati Uniti | Cronologia completa delle presenze e delle reti in nazionale ― Stati Uniti | Cronologia completa delle presenze e delle reti in nazionale ― Stati Uniti | Cronologia completa delle presenze e delle reti in nazionale ― Stati Uniti | Cronologia completa delle presenze e delle reti in nazionale ― Stati Uniti | Cronologia completa delle presenze e delle reti in nazionale ― Stati Uniti | Cronologia completa delle presenze e delle reti in nazionale ― Stati Uniti | Cronologia completa delle presenze e delle reti in nazionale ― Stati Uniti |
| Data                                                                       | Città                                                                      | In casa                                                                    | Risultato                                                                  | Ospiti                                                                     | Competizione                                                               | Reti                                                                       | Note                                                                       |
| -------------------------------------------------------------------------- | -------------------------------------------------------------------------- | -------------------------------------------------------------------------- | -------------------------------------------------------------------------- | -------------------------------------------------------------------------- | -------------------------------------------------------------------------- | -------------------------------------------------------------------------- | -------------------------------------------------------------------------- |
| 7-9-2024                                                                   | Kansas City                                                                | Stati Uniti                                                                | 1 – 2                                                                      | Canada                                                                     | Amichevole                                                                 | Luca de la Torre                                                           | Cap: C. Pulisic                                                            |
| 10-9-2024                                                                  | Cincinnati                                                                 | Stati Uniti                                                                | 1 – 1                                                                      | Nuova Zelanda                                                              | Amichevole                                                                 | Christian Pulisic                                                          | Cap: C. Richards                                                           |
| Totale                                                                     |                                                                            | Presenze                                                                   | 2                                                                          |                                                                            | Reti                                                                       | 2                                                                          |                                                                            |

## Palmarès

### Nazionale
- Campionato nordamericano di calcio Under-20: 1

Honduras 2022